# Švehlova lípa (Černošice)
Švehlova lípa v Černošicích je významný strom, který byl 21. dubna 1935 vysazen na počest ministerského předsedy Antonína Švehly. Lípa byla vysazena v místě, kde až do svého zániku roku 1930 stála pětisetletá památná lípa Na Vráži, po které převzala tradici. V místě staré lípy Na Vráži údajně odpočíval Karel IV. při cestách z Prahy na Karlštejn. Také se vyprávělo, že se zde udál malý zázrak, na jehož památku místní k lípě umístili obraz panny Marie s pětiklasem a vztyčili dřevěný kříž. Kříž u Švehlovy lípy v 50. letech nahradil památník obětem druhé světové války, lípa zůstala a v okolí bylo vysázeno dalších 22 lip - za každého padlého.

## Základní údaje
- název: Švehlova lípa
- věk: 80 let
- památný strom ČR: návrh podán roku 2008
- umístění: kraj Středočeský, okres Praha-západ, obec Černošice, část obce Stará Vráž (Černošice) (dříve Na Vráži)
- souřadnice (původní poloha): 49°56'58.32"N, 14°18'51.67"E
- souřadnice (současná poloha): 49°56'57.04"N, 14°18'54.09"E

## Novodobá historie
Změny nastaly v roce 2006 v souvislosti s plánovanou výstavbou Centra Černošice (tehdy nazývaného Centrum Vráž) v tomto místě. Místní občané začali projevovat obavy o lípu, pomník a pietu celého místa. Odpověď otiskl místní Informační list:
"Rovněž pomník obětem fašistické okupace zůstane na svém místě a nikam se nebude přemísťovat."
V roce 2007 rada města ale změnila stanovisko a zápis 25. schůze z 5. listopadu 2007 uvádí:
"Rada města souhlasí s navrženým řešením přemístění pomníku v Centru Vráž, zámková dlažba bude deponována do areálu TS."
Následně podal stavitel Centra Černošice žádost o pokácení Švehlovy lípy a okolních stromů. Tato žádost vyvolala reakci místních občanů a občanských sdružení, která vyústila v petici. Roku 2008 byla podána žádost o oficiální statut památného stromu. Vedení města nejprve začalo jednat s investorem o zachování lípy, následně začalo uvažovat o jejím přesazení. Nabídky odborných firem se po finanční stránce pohybovaly v rozmezí 0,5 - 1,5 milionu Kč s nutností ročních příprav a negarantovaného výsledku vzhledem k věku stromu (80 let). Na následném zasedání zastupitelstva 20. března 2008 navrhl starosta Rádl vyčlenit 0,5 milionu na přesazení lípy. Návrh na přesazení nebyl z důvodu rizika a finančních možností podpořen.
Investor se rozhodl vyřešit situaci vlastní cestou a 26. března 2008 na místo přijela těžká technika. Přes zákaz policie, protesty občanů a přislíbený příjezd inspekce životního prostředí byly lípě v poloměru 1,5 metru odbagrované kořeny, následně ji pracovníci stavební firmy se slovy "dělejte, jde o minuty" ze země vytrhli jeřábem a „zasadili“ do štěrku o několik desítek metrů dál.
Od „přesazení“ v roce 2008 strom stále výrazněji prosychá a podle slov odborníků je možné, že po zimě 2010-2011 již neobrazí.

## Památné a významné stromy v okolí
- Lípa Na Vráži (zanikla roku 1930)
- Dub Na Vráži